# Шемуршинский район
Шемурши́нский райо́н (чув. Шăмăршă районĕ) — административно-территориальная единица в Чувашской Республике России. В границах района образован одноимённый муниципальный округ (в 2004—2022 годах муниципальный район).
Административный центр — село Шемурша.

## География
Район расположен в пределах Чувашского плато. Поверхность: полого-волнистая равнина, сильно изрезанная овражно-речной сетью. Длина оврагов от 0,5 до 8 км, глубина 3-8 м. Полезных ископаемых в районе мало. Шемуршинское месторождение кирпичного сырья расположено в 500 метрах к востоку от села Шемурша. Леса занимают 56 % площади района.
На севере граничит с Батыревским, на западе с Алатырским районами Чувашской Республики, на юге с Сурским районом Ульяновской области, на юге и юго-востоке с Дрожжановским районом Республики Татарстан.
Климат умеренно континентальный, с продолжительной холодной зимой и теплым, иногда жарким летом. Средняя температура июля: +19 °C, января: −13,2 °C, абсолютный минимум: −45 °C, абсолютный максимум: +38 °C. За год, в среднем, выпадает 479 мм осадков. Летом осадки носят порой ливневый характер, нередко с грозами.
Основные реки района: Бездна (длина по району 34 км) и Карла (длина по району 24 км). Остальные реки их притоки. Озёр мало, они невелики по размерам. Водоснабжение района осуществляется за счёт подземных вод. Для обеспечения населения качественной водой строится водохранилище на реке Карле.
Почвы, в основном, чернозёмы, оподзоленные и выщелоченные, а также светло-серые, тёмно-серые и типично серые лесные. Северная половина района имеет комплекс песчаных почв различной оподзоленности в сочетании с супесчаными дерново-подзолистыми и мелкими пятнами болотных почв.
Район расположен на стыке двух зон: лесостепной и лесной. Юго-восток района степной, с дубовыми лесами с примесью липы, клёна, вяза. Присурский регион хвойный с преобладанием сосновых лесов с примесью берёзы и осины. Из общей лесопокрытой площади на долю сосны приходится 54 %, на дуба — 8 %, мягколиственные породы (осина, береза, липа) — 35 %.
На месте луговых степей находятся сельскохозяйственные земли. В лесах обитают лоси, куропатки, перепела, куницы, по берегам Бездны — бобры. В лесах есть заказники и питомники. На территории района расположен национальный парк «Чӑваш вӑрманӗ» («Чувашский лес»)

## Население
| 1993    | 1997    | 2001    | 2002    | 2005    | 2009    | 2010    | 2011    | 2012    |
| ------- | ------- | ------- | ------- | ------- | ------- | ------- | ------- | ------- |
| 17 900  | ↘17 200 | ↘16 600 | ↘16 588 | ↘16 000 | ↘14 623 | ↗14 759 | ↘14 643 | ↘14 137 |
| 2013    | 2014    | 2015    | 2016    | 2017    | 2018    | 2019    | 2020    | 2021    |
| ↘13 731 | ↘13 369 | ↘13 147 | ↘12 846 | ↘12 569 | ↘12 300 | ↘11 969 | ↘11 673 | ↗11 961 |

### Национальный состав
По данным переписи населения 2020 года абсолютное большинство населения: чуваши (81 %). В селе Трёхбалтаеве татары представляют большинство, ещё в нескольких сосуществуют совместно с чувашами и русскими: Баскаки, Кучеки, Байдеряково, Муллиная, Асаново русские являются большинством в деревне Яблоновке, а также проживают в сёлах Русские Чукалы, Байдерякове. Мордва проживает в Шамкине, Мордовские Тюки (совместно с татарами и чувашами). В Шемурше проживает значительная доля русских, татар и мордвы с преобладанием титульного населения республики.
| Национальность | Число указавших национальность и доля от населения района |
| -------------- | --------------------------------------------------------- |
| Чуваши         | 81,01 % (9 690)                                           |
| Татары         | 10,91 % (1 305)                                           |
| Русские        | 5,73 % (685)                                              |
| Мордва         | 1,35 % (161)                                              |

## Территориальное устройство
В рамках административно-территориального устройства, район делится на 9 административно-территориальных единиц — сельских поселений.
В рамках организации местного самоуправления с 2004 по 2022 гг. муниципальный район включал 9 муниципальных образований со статусом сельского поселения, которые 1 января 2023 года были упразднены и объединены в единый муниципальный округ.
| № | Сельское поселение                      | Административный центр  | Количество населённых пунктов | Население (чел.) | Площадь (км²) |
| - | --------------------------------------- | ----------------------- | ----------------------------- | ---------------- | ------------- |
| 1 | Бичурга-Баишевское сельское поселение   | село Бичурга-Баишево    | 2                             | ↘1142            | 102,20        |
| 2 | Большебуяновское сельское поселение     | деревня Большое Буяново | 3                             | ↘880             | 47,27         |
| 3 | Карабай-Шемуршинское сельское поселение | деревня Карабай-Шемурша | 2                             | ↘1106            | 46,84         |
| 4 | Малобуяновское сельское поселение       | деревня Малое Буяново   | 4                             | ↘1081            | 44,86         |
| 5 | Старочукальское сельское поселение      | деревня Старые Чукалы   | 2                             | ↘656             | 150,34        |
| 6 | Трёхбалтаевское сельское поселение      | село Трёхбалтаево       | 2                             | ↘1427            | 70,60         |
| 7 | Чепкас-Никольское сельское поселение    | село Чепкас-Никольское  | 5                             | ↘689             | 36,00         |
| 8 | Чукальское сельское поселение           | деревня Русские Чукалы  | 3                             | ↘517             | 135,84        |
| 9 | Шемуршинское сельское поселение         | село Шемурша            | 8                             | ↗4072            | 165,15        |

## Населённые пункты
В Шемуршинском районе (муниципальном округе) расположен 31 населённый пункт:
| №  | Населённый пункт  | Тип     | Население | Поселение                               |
| -- | ----------------- | ------- | --------- | --------------------------------------- |
| 1  | Андреевка         | деревня | ↗463      | Шемуршинское сельское поселение         |
| 2  | Асаново           | деревня | ↗693      | Бичурга-Баишевское сельское поселение   |
| 3  | Байдеряково       | деревня | →511      | Трёхбалтаевское сельское поселение      |
| 4  | Баскаки           | посёлок | ↗45       | Шемуршинское сельское поселение         |
| 5  | Бичурга-Баишево   | село    | ↗979      | Бичурга-Баишевское сельское поселение   |
| 6  | Большое Буяново   | деревня | ↗563      | Большебуяновское сельское поселение     |
| 7  | Верхнее Буяново   | деревня | ↗486      | Большебуяновское сельское поселение     |
| 8  | Какерли-Шигали    | деревня | ↗315      | Малобуяновское сельское поселение       |
| 9  | Канаш             | посёлок | ↗67       | Шемуршинское сельское поселение         |
| 10 | Карабай-Шемурша   | деревня | ↗1187     | Карабай-Шемуршинское сельское поселение |
| 11 | Красный Вазан     | посёлок | ↗62       | Чепкас-Никольское сельское поселение    |
| 12 | Красный Ключ      | посёлок | →0        | Чепкас-Никольское сельское поселение    |
| 13 | Кучеки            | посёлок | ↘8        | Шемуршинское сельское поселение         |
| 14 | Максим Горький    | посёлок | ↗30       | Чепкас-Никольское сельское поселение    |
| 15 | Малое Буяново     | деревня | ↗537      | Малобуяновское сельское поселение       |
| 16 | Мордовские Тюки   | деревня | ↗59       | Шемуршинское сельское поселение         |
| 17 | Муллиная          | посёлок | ↗51       | Шемуршинское сельское поселение         |
| 18 | Нижнее Буяново    | деревня | ↗314      | Малобуяновское сельское поселение       |
| 19 | Новая Шемурша     | деревня | ↗402      | Шемуршинское сельское поселение         |
| 20 | Новое Буяново     | деревня | ↗396      | Карабай-Шемуршинское сельское поселение |
| 21 | Новые Чукалы      | деревня | ↗542      | Чукальское сельское поселение           |
| 22 | Русские Чукалы    | деревня | ↗276      | Чукальское сельское поселение           |
| 23 | Старая Шемурша    | деревня | ↗416      | Большебуяновское сельское поселение     |
| 24 | Старые Чукалы     | деревня | ↗960      | Старочукальское сельское поселение      |
| 25 | Трёхбалтаево      | село    | →1376     | Трёхбалтаевское сельское поселение      |
| 26 | Трёхизб-Шемурша   | село    | ↗591      | Малобуяновское сельское поселение       |
| 27 | Чепкас-Ильметево  | деревня | ↗269      | Чепкас-Никольское сельское поселение    |
| 28 | Чепкас-Никольское | село    | ↗668      | Чепкас-Никольское сельское поселение    |
| 29 | Шамкино           | село    | ↗20       | Старочукальское сельское поселение      |
| 30 | Шемурша           | село    | ↘3375     | Шемуршинское сельское поселение         |
| 31 | Яблоновка         | деревня | ↗130      | Чукальское сельское поселение           |

Упразднённые населённые пункты:
- 2004 год — поселки Фабрика и Хирла Баскакского сельсовета[26]

## Экономика
Шемуршинский район — сельскохозяйственный. Промышленность развита слабо, представлена предприятиями по производству пиломатериалов, тары, мебели для местного потребления, товаров культурно-бытового назначения, кирпича, а также предприятия по переработке продукции сельского хозяйства. Подавляющая часть предприятий размещена в Шемурше.
Растениеводство специализируется на производстве зерна, картофеля, овощей, кормов. Специализации животноводства: мясо-молочное скотоводство, свиноводство, овцеводство, коневодство. Развиты птицеводство и пчеловодство.

## Транспорт
Весь объём грузовых и пассажирских перевозок в районе осуществляется автомобильным транспортом. Плотность автомобильных дорог в районе одна из самых низких. Основная транспортная магистраль: федеральная автодорога А-151 Цивильск — Ульяновск, пересекающая восточную часть района.

## СМИ
- Районная газета «Шăмăршă хыпарĕ» («Шемуршинские вести»). Ранее называлась «Коммунизм Çулĕ», до 11 декабря 1956 года — «Сталин ялавĕпĕ»[27].